# Rotten Sound
A Rotten Sound egy death metal/grindcore együttes a finnországi Vaasa-ból. 1993-ban alapította őket Mika Aalto gitáros. További tagok: Keijo Niinimaa, Sami Latva, Kristian Toivainen. Ez a jelenlegi felállás (Mika-val kiegészítve). Volt tagok: Masa Kovero, Ville Väisänen, Pekka Ranta, Kai Hahto, Juha Ylikoski, Mika Häkki, Toni Pihlaja.
Legelső nagylemezüket 1997-ben jelentették meg, a Repulse Records gondozásában, azóta még hat stúdióalbum került ki a házuk tájáról. Még a második lemezüket is a Repulse Records jelentette meg, azóta viszont többször is kiadót váltottak. Legutolsó nagylemezük már a Season of Mist gondozásában került piacra. A zenekar 2012-ben, és 2018-ban is koncertezett Magyarországon a Dürer Kertben, 2020. január 22.-én újra felléptek itthon, szintén a Dürer Kertben.

## Diszkográfia
- Under Pressure (1997)
- Drain (1999)
- Murderworks (2002)
- Exit (2005)
- Cycles (2008)
- Cursed (2011)
- Abuse to Suffer (2016)